# Peabiru (ort)
Peabiru är en ort i Brasilien.   Den ligger i kommunen Peabiru och delstaten Paraná, i den södra delen av landet, 1 000 km sydväst om huvudstaden Brasília. Peabiru ligger 527 meter över havet och antalet invånare är 12 344.
Terrängen runt Peabiru är platt västerut, men österut är den kuperad. Närmaste större samhälle är Campo Mourão, 14,9 km söder om Peabiru.
Trakten runt Peabiru består till största delen av jordbruksmark. Runt Peabiru är det ganska glesbefolkat, med 27 invånare per kvadratkilometer.